# Вестронідаза альфа

Вестронідаза альфа

Вестронідаза альфа, що продається під брендом Mepsevii, є препаратом для лікування синдрому Слая. Це рекомбінантна форма ферменту людини бета-глюкуронідази (rhGUS), що виробляється в генетично спроектованій стабільній клітині яєчників китайського хом'яка (СНО). Вестронідаза альфа має у складі фермент, який іноді зустрічається в організмі у здорових людей. Деяким людям не вистачає цього ферменту через генетичне порушення. Вестронідаза альфа допомагає замінити цей відсутній фермент у таких людей. Він був схвалений в Сполучених Штатах в листопаді 2017 роки для лікування дітей та дорослих з спадковим метаболічним захворюванням- мукополісахаридозом типу VII (MPS VII), також відомим як синдром Слая. MPS VII — це надзвичайно рідкісне, прогресивне захворювання, яке вражає більшість тканин і органів. MPS VII — це метаболічне порушення, при якому організму не вистачає ферменту, необхідного для руйнування певних природних речовин. Ці речовини можуть накопичуватися в організмі, викликаючи збільшення розмірів органів, аномальну структуру кісток, змінення рис обличчя, проблеми з диханням та серцем, втрату зору або слуху, також зміни розумових або фізичних здібностей. Вестронідаза альфа може покращити ходьбу у людей з цим захворюванням. Однак цей препарат не є ліками від MPS VII. MPS VII — Мукополісахаридоз VII провокує прогресуючу скелетну дисплазію та призводить до низького зросту, кіфозу та скутості суглобів.
Найбільш поширені побічні ефекти після лікування вестронідазной альфа включають, діарею, висип і анафілактику (раптова, важка алергічна реакція) — може бути після приймання першої дози препарату. Симптоми аллергічної реакції мають контролюватися при прийомі препарату протягом 60 хвилин після ін'єкції.
Управління по санітарному нагляду за якістю харчових продуктів і медикаментів (FDA) вважає його першим в своєму класі ліками. [4] Він був схвалений для використання в Європейському Союзі в серпні 2018 року.

## Загальна інформація
Білок експресується як попередник 651 амінокислоти з N-кінцевою сигнальною послідовністю 22 амінокислоти, яка розщеплюється внутрішньоклітинно.
Трансльований білок посттрансляційно модифікується шляхом глікозилювання. Глікани rhGUS містять 6-фосфат манози (M6P), який необхідний для поглинання клітин-мішеней та їх інтерналізації в лізосому за допомогою незалежного від катіона рецептора манози-6-фосфату (CI-MPR), також відомого як рецептор M6P / IGF2. Виділений зрілий фермент внутрішньоклітинно утворює гомотетрамер після глікозилювання. Кожен мономер rhGUS складається з 629 амінокислот; розрахована середня молекулярна маса ізотопу кожного неглікозильованого пептидного ланцюга становить 72 562 Дальтон.

## Історія
Безпека і ефективність вестіронідази альфа були встановлені в клінічних випробуваннях і розширених протоколах доступу, в яких взяли участь в цілому 23 учасника віком від п'яти місяців до 25 років. Учасники отримували лікування вестронідазой альфа в дозах до 4 мг / кг один раз на два тижні протягом до 164 тижнів(трохи більше ніж 3 роки). Ефективність оцінювалася в першу чергу за допомогою шестихвилинного тесту на ходьбу у десяти учасників, які могли виконати тест. Після 24 тижнів лікування середня різниця в відстані ходьби склала 18 метрів. Додаткові наступні заходи протягом 120 тижнів припускають подальше поліпшення трьох учасників і стабілізацію в інших. Два учасники програми розвитку вестіронідази альфа відчули помітне поліпшення функції легень. В цілому, спостережувані результати не були б очікувані за відсутності лікування. Вплив вестронідази альфа на прояви центральної нервової системи MPS VII не визначений.
FDA схвалило вестіронідазу альфа-vjbk на основі в основному даних одного клінічного випробування (NCT02230566) 12 учасників з мукополісахаридозом VII. Судовий процес був проведений в чотирьох місцях в Сполучених Штатах.
Користь і побічні ефекти веттронідази альфа були засновані в першу чергу на одному випробуванні. Учасники були випадковим чином призначені в чотири групи. Три групи учасників отримали лікування плацебо до початку лікування вестронідазой альфа, а одна група отримала тільки вестронідазу альфа. Вестронідаза альфа або плацебо вводилися один раз в два тижні як внутрішньовенні (IV) інфузії. Ні учасники, ні постачальники медичних послуг не знали, яке лікування було надано, поки не було завершено випробування.
Користь 24 тижнів лікування вестронідазой альфа-алфа була в першу чергу оцінена 6-хвилинним тестом на ходьбу (6MWT) і в порівнянні з лікуванням плацебо у десяти учасників, які могли б провести тест. 6MWT виміряв відстань, яку пацієнт міг пройти по плоскій поверхні за 6 хвилин. Додаткова подальша діяльність з використанням 6MWT була проведена протягом 120 тижнів.
Заявку на отримання вестронідази альфа було призначено як лікарський засіб для дітей сирот та ваучером на розгляд пріоритетів рідкісних дитячих хвороб. Це був виданий дванадцятий ваучер на перевірку пріоритетів рідкісних дитячих хвороб. США Управління по санітарному нагляду за якістю харчових продуктів і медикаментів (FDA) надало схвалення компанії Ultragenyx Pharmaceutical, Inc., і зажадало від виробника провести маркетингові досліджень для оцінки довгострокової безпеки продукту.

## Побічні ефекти
Найбільш широко розповсюдженими побічними ефектами Mepsevii є:
- Потрапляння препарату в оточуючі тканини під час інфузії
- Діарея
- Висип
- Важка алергічна реакція (анафілактика)
- Набухання місця інфузії
- Набряк  навколо місць інфузії
- Свербіж шкіри

Один пацієнт мав припадок лихоманки під час прийому.
Перед прийомом слід повідомляти лікаря про свій стан здоров'я, у тому числі в разі, якщо:
- Якщо пацієнтка вагітна, або думає, що вона може бути вагітною, або планує завагітніти. Досвіду наразі не вистачає, щоб дізнатись, чи може  вестронідаза-альфа врятувати від захворювання ще не народжену дитину або завдати їй шкоди.
- Якщо пацієнтка робить грудне годування. Досвіду на разі не вистачає, щоб дізнатися, переходить препарат чи ні  у грудне молоко. Жінки повинні поговорити зі своїм лікарем про те, як краще допомогти своїм дітям, коли ви отримуєте ін’єкцію препарату.

Це не всі можливі побічні ефекти, тільки ті, що є відомими  зараз.

## Вплив інших препаратів
Інші препарати можуть взаємодіяти з вестронідазою альфа, включаючи лікарські засоби, що продаються без рецепту, вітаміни та рослинні продукти.

## Механізм дії
MEPSEVII є рекомбінантною формою β-глюкуронидази людини (rhGUS)
Вестронідаза альфа-vjbk забезпечує екзогенний фермент бета-глюкуронідази (GUS) для поглинання в клітинні лізосоми через залишки фосфатів маннози-6. Залишки маннози-6-фосфату (M6P) на олігосахаридних ланцюгах дозволяють зв'язувати фермент з рецепторами клітинної поверхні, що призводить до клітинного поглинання ферменту лізосомами та подальший катаболізм накопичених GAGS в уражених тканинах. Допомагає  катаболізувати GAG, які накопичуються  в тканинах пацієнтів з MPS VII.
Глікозаміноглікани (GAG) — це складні молекули, що входять у склад  лізосом. GAG накопичуються в клітинних системах по всьому організму, в тому числі кістках, органах і тканинах.